# Frankrike i olympiska sommarspelen 1956
Frankrike deltog med 137 deltagare vid de olympiska sommarspelen 1956 i Melbourne. Totalt vann de fyra guldmedaljer, fyra silvermedaljer och sex bronsmedaljer.

## Medaljer

### Guld
- Alain Mimoun - Friidrott, maraton.
- Michel Rousseau - Cykling, sprint.
- Arnaud Geyre, Maurice Moucheraud och Michel Vermeulin - Cykling, laglinjelopp.
- Christian d'Oriola - Fäktning, florett.

### Silver
- Arnaud Geyre - Cykling, linjelopp.
- Michel Vermeulin, René Bianchi, Jean Graczyk och Jean-Claude Lecante - Cykling, lagförföljelse.
- Bernard Baudoux, Rene Coicaud, Claude Netter, Roger Closset, Christian d'Oriola och Jacques Lataste - Fäktning, florett.
- Georges Dransart och Marcel Renaud - Kanotsport, C-2 10000 meter.

### Brons
- René Libeer - Boxning, flugvikt.
- Gilbert Chapron - Boxning, mellanvikt.
- Yves Dreyfus, Rene Queyroux, Daniel Dagallier, Claude Nigon och Armand Mouyal - Fäktning, värja.
- Renée Garilhe - Fäktning, florett.
- René Guissart, Yves Delacour, Gaston Mercier och Guy Guillabert - Rodd, fyra utan styrman.
- Jean Debuf - Tyngdlyftning, 90 kg.